# Lista volumelor publicate în Colecția Armada
Din 15 octombrie 2018 editura Nemira a început să publice cărți science-fiction, fantasy, thriller și horror sub o nouă denumire, Armada.

## Lista volumelor publicate în Colecția Armada
În continuare este prezentată lista volumelor publicate în Colecția Armada. Pentru alte cărți vedeți lista volumelor publicate în Colecția Nautilus.
| Autor(i)                            | Titlu                                                                       | Titlu original                          | Traducător(i)                            | Data apariției | Pagini | Note / Ref.                                   |
| ----------------------------------- | --------------------------------------------------------------------------- | --------------------------------------- | ---------------------------------------- | -------------- | ------ | --------------------------------------------- |
| Kat Howard                          | Umbra magiei                                                                | An Unkindness of Magicians              | Mihaela Ioncelescu                       | 2018-10-17     | 296    | ISBN 978-606-43-0393-6                        |
| M. R. Carey                         | Băiatul de pe pod                                                           | The boy on the bridge                   | Ruxandra Toma                            | 2018-10-17     | 416    | ISBN 978-606-43-0282-3                        |
| Douglas Adams                       | Dirk Gently. Agenția de investigații holistice                              | Dirk Gently's Holistic Detective Agency | Dan Sociu                                | 2018-10-17     | 232    | ISBN 978-606-43-0370-7                        |
| Madeline Ashby                      | Orașul companiei                                                            | Company town                            | Dan Sociu                                | 2018-11-08     | 296    | ISBN 978-606-43-0397-4                        |
| Stephen King, Owen King             | Frumoasele adormite                                                         | Sleeping beauties                       | Ruxandra Toma                            | 2018-11-19     | 840    | ISBN 978-606-43-0404-9                        |
| C.J. Tudor                          | Omul de cretă                                                               | The Chalk Man                           | Alexandru Macovescu                      | 2019-01-03     | 288    | ISBN 978-606-43-0063-8                        |
| Arthur C. Clarke                    | 2001: Odiseea spațială                                                      | 2001: A Space Odyssey                   | Adrian Șerban Dobrin                     | 2019-02-04     | 240    | ISBN 978-606-43-0436-0                        |
| George R.R. Martin                  | Zburătorii nopții                                                           | Nightflyers                             | Mihai Dan Pavelescu                      | 2019-02-14     | 312    | ISBN 978-606-43-0430-8                        |
| Kim Stanley Robinson                | Aurora                                                                      | Aurora                                  | Gabriel Stoian                           | 2019-03-11     | 480    | ISBN 978-606-43-0470-4                        |
| Joe Abercrombie                     | Eroii                                                                       | Heroes (seria Prima Lege)               | Monica Șerban                            | 2019-03-13     | 744    | ISBN 978-606-43-0435-3                        |
| Genevieve Cogman                    | Biblioteca invizibilă (Biblioteca invizibilă, I)                            | The Invisible Library                   | Iulia Dromeretchi                        | 2019-03-19     | 312    | ISBN 978-606-43-0468-1                        |
| Frank Herbert                       | Dune                                                                        | Dune                                    | Ion Doru Brana                           | 2019-04-09     | 736    | ISBN 978-606-43-0483-4                        |
| Annalee Newitz                      | Autonom                                                                     | Autonomous                              | Mihai Iordache                           | 2019-04-12     | 304    | ISBN 978-606-43-0492-6                        |
| Robin Hobb                          | Corabia magiei (seria Corăbiile însuflețite, I)                             | Ship of Magic                           | Ana-Veronica Mircea                      | 2019-04-18     | 856    | ISBN 978-606-43-0372-1                        |
| Catherine Steadman                  | Ceva în apă                                                                 | Something in the Water                  | Gabriel Pavel                            | 2019-04-18     | 416    | ISBN 978-606-43-0481-0                        |
| Frank Herbert                       | Mântuitorul Dunei                                                           | Dune Messiah                            | Ion Brana                                | 2019-05-22     | 304    | ISBN 978-606-43-0484-1                        |
| Stephen King                        | Shining                                                                     | Shining                                 | Ruxandra Toma                            | 2019-05-24     | 544    | ISBN 978-606-43-0530-5                        |
| George R.R. Martin                  | Foc și sânge                                                                | Fire and Blood                          | Ana-Veronica Mircea, Mihai Dan Pavelescu | 2019-05-27     | 744    | ISBN 978-606-43-0482-7                        |
| John Scalzi                         | Prăbușirea Imperiului (Interdependența, I)                                  | The Collapsing Empire                   | Nina Iordache                            | 2019-05-27     | 368    | ISBN 978-606-43-0531-2                        |
| Andrzej Sapkowski                   | Ultima dorință (Seria Witcher, I)                                           | Ostatnie życzenie                       | Mihaela Fiscutean                        | 2019-06-11     | 296    | ISBN 9786064305398 Publicat anterior în 2015. |
| Andrzej Sapkowski                   | Sabia destinului (Witcher, II)                                              | Miecz przeznaczenia                     | Mihaela Fiscutean                        | 2019-06-19     | 352    | ISBN 978-606-43-0538-1                        |
| Andrzej Sapkowski                   | Sângele elfilor (Witcher, III)                                              | Krew elfów                              | Mihaela Fiscutean                        | 2019-07-10     | 312    | ISBN 978-606-43-0580-0                        |
| Frank Herbert                       | Copiii Dunei (Dune, III)                                                    | Children of Dune                        | Ion Brana                                | 2019-08-13     | 528    | ISBN 978-606-43-0525-1                        |
| Andrzej Sapkowski                   | Vremea disprețului (Witcher, IV)                                            | Czas pogardy                            | Mihaela Fiscutean                        | 2019-08-23     | 328    | ISBN 978-606-43-0581-7                        |
| Andrzej Sapkowski                   | Botezul focului (Witcher, V)                                                | Chrzest ognia                           | Mihaela Fiscutean                        | 2019-08-28     | 352    | ISBN 978-606-43-0487-2                        |
| Frank Herbert                       | Canonicatul Dunei (Dune, VI)                                                | Chapterhouse: Dune                      | Ion Brana                                | 2019-10-16     | 576    | ISBN 978-606-43-0528-2                        |
| Suzanne Collins                     | Jocurile foamei (Jocurile foamei, I)                                        | The Hunger Games                        | Ana-Veronica Mircea                      | 2019-10-16     | 312    | ISBN 978-606-43-0616-6                        |
| Suzanne Collins                     | Revolta (Jocurile foamei, III)                                              | Mockingjay                              | Ana-Veronica Mircea                      | 2019-10-16     | 336    | ISBN 978-606-43-0618-0                        |
| Frank Herbert                       | Ereticii Dunei (Dune, V)                                                    | Heretics of Dune                        | Ion Brana                                | 2019-10-16     | 608    | ISBN 978-606-43-0527-5                        |
| Suzanne Collins                     | Sfidarea (Jocurile foamei, II)                                              | Catching Fire                           | Ana-Veronica Mircea                      | 2019-10-16     | 328    | ISBN 978-606-43-0617-3                        |
| Frank Herbert                       | Împăratul-Zeu al Dunei (Dune, VI)                                           | God Emperor of Dune                     | Ion Brana                                | 2019-10-16     | 536    | ISBN 978-606-43-0526-8                        |
| Stephen King                        | Doctor Sleep                                                                | Doctor Sleep                            | Ruxandra Toma                            | 2019-10-22     | 336    | ISBN 978-606-43-0609-8                        |
| Naomi Novik                         | Argintul preschimbat                                                        | Spinning silver                         | Dan Nicolae Popescu                      | 2019-10-25     | 488    | ISBN 978-606-43-0584-8                        |
| Chandler Baker                      | Rețeaua șoaptelor                                                           | Whisper Network                         | Maria Adam                               | 2019-10-25     | 400    | ISBN 978-606-43-0611-1                        |
| Cristina Alger                      | Soția bancherului                                                           | The banker’s wife                       | Tiberiu Enache                           | 2019-11-01     | 312    | ISBN 978-606-43-0582-4                        |
| Stephen King                        | Străinul                                                                    | Outsider                                | Ruxandra Toma                            | 2019-11-08     | 704    | ISBN 978-606-43-0631-9                        |
| Charlie Jane Anders                 | Orașul de la miezul nopții                                                  | The City in the Middle of the Night     | Antuza Genescu                           | 2019-11-11     | 416    | ISBN 978-606-43-0607-4                        |
| Gwenda Bond                         | Suspicious minds                                                            | Suspicious minds                        | Maria Adam                               | 2019-11-25     | 460    | SF, ISBN 978-606-43-0642-5                    |
| Naomi Novik                         | Argintul preschimbat                                                        | Spinning silver                         | Dan Nicolae Popescu                      | 2019-10-25     | 488    | ISBN 978-606-43-0584-8                        |
|                                     |                                                                             |                                         |                                          |                |        |                                               |
| Jeff VanderMeer                     | Anihilare (Southern Reach, I)                                               | Anihilation                             | Bogdan Perdivară                         | 2020-02-19     | 208    | ISBN 978-606-43-0583-1                        |
| Alastair Reynolds                   | Arca mântuirii (Spațiul Revelației, II)                                     | Redemption Ark                          | Mihai Dan Pavelescu                      | 2020-10-07     | 816    | ISBN 978-606-43-0930-3                        |
| Diana Gabaldon                      | Cercul de piatră vol. 1 (Outlander, III)                                    | Voyager                                 | Gabriel Stoian                           | 2020-10-20     | 528    | ISBN 978-606-43-0916-7                        |
| Diana Gabaldon                      | Cercul de piatră vol. 2 (Outlander, III)                                    | Voyager                                 | Gabriel Stoian                           | 2020-10-20     | 640    | ISBN 978-606-43-0917-4                        |
| Genevieve Cogman                    | Orașul mascat (Biblioteca invizibilă, II)                                   | The Masked City                         | Iulia Dromeretchi                        | 2020-09-25     | 320    | ISBN 978-606-43-0688-3                        |
| Jeff VanderMeer                     | Autoritate (Southern Reach, II)                                             | Authority                               | Bogdan Perdivară                         | 2020-11-03     | 448    | ISBN 978-606-43-0686-9                        |
| John Scalzi                         | Foc mistuitor (Interdependența, II)                                         | The Consuming Fire                      | Nina Iordache                            | 2020-12-07     | 272    | ISBN 978-606-43-0995-2                        |
|                                     |                                                                             |                                         |                                          |                |        |                                               |
| Alastair Reynolds                   | Hăul Ispășirii (Spațiul Revelației, III)                                    | Absolution Gap                          | Mihai Dan Pavelescu                      | 2021-02-23     | 888    | ISBN 978-606-43-1020-0                        |
| Diana Gabaldon                      | Tobele toamnei (Outlander, IV)                                              | Drums of Autumn                         | Gabriel Stoian                           | 2021-03-02     | 656    | ISBN 978-606-43-0919-8                        |
| Robin Hobb                          | Corabia nebună vol.1 Amintirea aripilor (seria Corăbiile însuflețite, II)   | The Mad Ship                            | Ana-Veronica Mircea                      | 2021-03-02     | 496    | ISBN 978-606-43-1025-5                        |
| Robin Hobb                          | Corabia nebună vol.2 Ȋnălțarea dragonului (seria Corăbiile însuflețite, II) | The Mad Ship                            | Ana-Veronica Mircea                      | 2021-03-22     | 488    | ISBN 978-606-43-0694-4                        |
| Genevieve Cogman                    | Cărți în flăcări (Biblioteca invizibilă, III)                               | The Burning Page                        | Iulia Dromeretchi                        | 2021-05-12     | 312    | ISBN 978-606-43-1085-9                        |
| Diana Gabaldon                      | Ecouri din trecut (Outlander, VII)                                          | Echo in the Bone                        | Gabriel Stoian                           | 2021-05-14     | 704    | ISBN 978-606-43-1064-4                        |
|                                     |                                                                             |                                         |                                          |                |        |                                               |
| Jeff VanderMeer                     | Acceptare (Southern Reach, III)                                             | Acceptance                              | Bogdan Perdivară                         | 2021-03-24     | 328    | ISBN 978-606-43-1029-3                        |
| Andy Weir                           | Proiectul Hail Mary                                                         | Project Hail Mary                       | Iulia Anania                             | 2021-05-19     | 536    | ISBN 978-606-43-1099-6                        |
| Diana Gabaldon                      | Crucea de foc (Outlander, V)                                                | The Fiery Cross                         | Gabriel Stoian                           | 2021-06-16     | 704    | ISBN 978-606-43-0922-8                        |
| Arkadi Strugatki și Boris Strugatki | Picnic la marginea drumului                                                 | Roadside Picnic                         | Valerian Stoicescu                       | 2021-07-16     | 240    | ISBN 978-606-43-1177-1                        |
| Adrian Tchaikovsky                  | Copiii distrugerii (Copiii timpului, II)                                    | Children of ruin                        | Antuza Genescu                           | 2021-08-23     | 496    | ISBN 978-606-43-1193-1                        |
| Naomi Novik                         | Educație fatală                                                             | A Deadly Education                      | Irina Ornea                              | 2021-09-17     | 376    | ISBN 978-606-43-1218-1                        |
| Andrzej Sapkowski                   | Turnul nebunilor (Trilogia Husită, I)                                       | Narrenturm                              | Anca Irina Ionescu                       | 2022-01-12     | 640    | ISBN 978-606-43-1275-4                        |